# Crocodiles de Yamoussoukro
Les crocodiles de Yamoussoukro peuplent les trois lacs artificiels créés dans les années 50 entourant le palais présidentiel de Yamoussoukro, construit sur le site de N'Gokro. Il s'agit de crocodiles du Nil.
Pesant près d'une tonne chacune et mesurent jusqu'à six mètres de long, ces crocodiles peuvent faire des sauts de plusieurs mètres pour saisir la nourriture qui leur est donnée quotidiennement (à 17h).
Porteurs d'une forte charge symbolique associée à la puissance politique de Félix Houphouët-Boigny, considérés comme sacrés (le chef de l'Etat venait en personne donner des poulets en sacrifice aux mânes qui les habitent), les crocodiles sont devenus une attraction touristique réputée dans toute l'Afrique de l'Ouest.

## Accidents
Le 20 août 2012, leur gardien Toké Dicko, âgé de près de 70 ans, qui fait une démonstration habituelle devant des touristes en descendant dans la fosse aux crocodiles pour se faire photographier, se fait happer par son boubou sur le chemin du retour par un crocodile jouant initialement avec un autre. Tombé à terre, le gardien se débat à l'aide de son bâton comme d'habitude, mais un autre crocodile, plus vieux et plus imposant, sort de l'eau et se saisit du vieil homme et l’entraîne dans le lac pour le dévorer. Le gardien effectuait ce métier depuis plus de 30 ans.
Ce nouvel incident entraîne une polémique traitant de la sécurité des gardiens responsables des crocodiles. À la suite de plusieurs autres incidents impliquant les crocodiles, les autorités souhaitent interdire aux gardiens de descendre dans la fosse.

## Photos

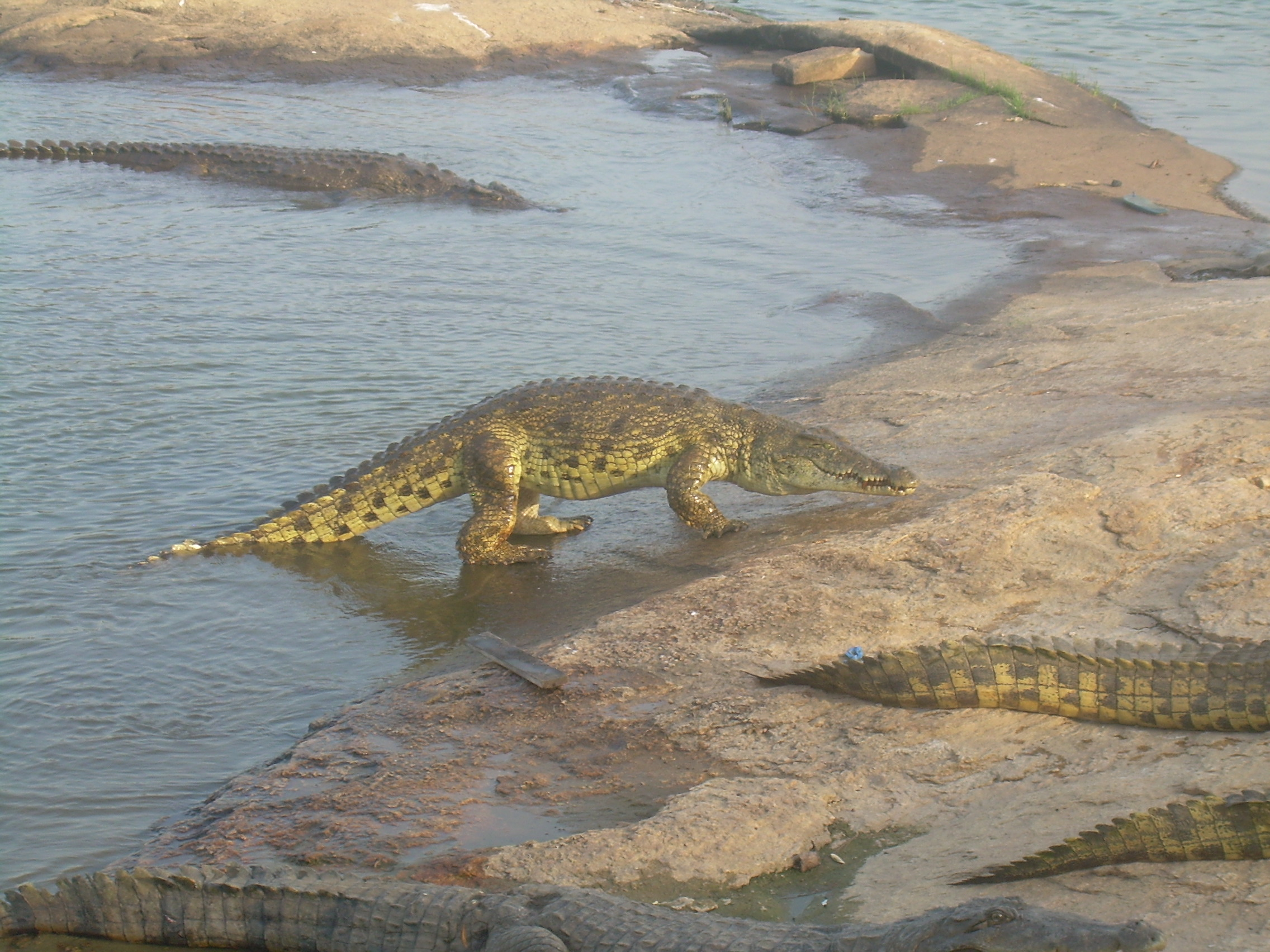
Crocodiles de Yamoussoukro sortant de l'eau pour être nourris.
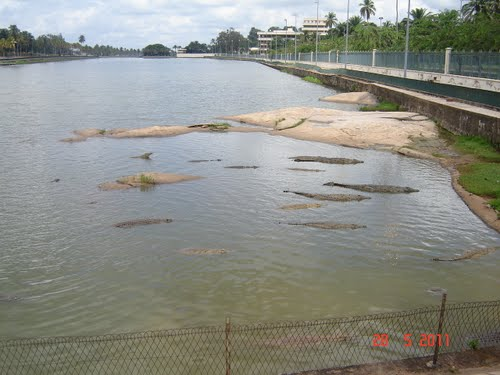
(2011)

## Œuvres
Les Crocodiles de Yamoussoukro est aussi le titre d'une nouvelle de l'écrivain britannique Vidiadhar Surajprasad Naipaul, prix Nobel de littérature, dans le recueil Sacrifices (1984).